# Poecilocloeus ingens
Poecilocloeus ingens är en insektsart som beskrevs av Marius Descamps 1976. Poecilocloeus ingens ingår i släktet Poecilocloeus och familjen gräshoppor. Inga underarter finns listade i Catalogue of Life.